# 小行星336392
小行星336392（336392 Changhua），臨時編號2008 UU94，是一顆位於小行星帶的小行星。由鹿林天文台於2008年10月23日發現。
該小行星以台灣中部的彰化縣命名，彰化縣是台灣本島面積最小的縣，也是台灣人口最多的縣。彰化縣的著名風景包括八卦山和王功漁港。。